# کوی صدف
کوی صدف (قزاق محله)، روستایی است از توابع بخش مرکزی شهرستان گرگان در استان گلستان ایران.

## جمعیت
این روستا در دهستان استرآباد جنوبی قرار داشته و براساس سرشماری سال ۱۳۸۵جمعیت آن ۱٬۷۱۲ نفر (۳۳۶ خانوار) بوده است.